# Voyeur (album Kim Carnes)
Voyeur è il settimo album discografico in studio della cantante Kim Carnes, pubblicato nel 1982.

## Tracce
1. Voyeur (Kim Carnes, Dave Ellingson, Duane Hitchings) – 3:59
2. Looker (Barry DeVorzon, Michael Towers) – 5:35
3. Say You Don't Know Me (Kim Carnes) – 4:11
4. Does It Make You Remember (Kim Carnes, Dave Ellingson) – 5:11
5. Breakin' Away from Sanity (Kim Carnes, Craig Krampf) – 2:53
6. Undertow (Kim Carnes, Duane Hitchings) – 4:10
7. Merc Man (Kim Carnes, Dave Ellingson, Duane Hitchings, Craig Krampf) – 3:33
8. The Arrangement (Dennis Polen) – 3:47
9. The Thrill of the Grill (Kim Carnes) – 3:24
10. Take It on the Chin (Kim Carnes)  – 4:38